# ブレーメン (曲)
「ブレーメン」は、日本のロックバンドヨルシカの楽曲。2022年7月4日にユニバーサルJより、各種音楽配信サービスにてリリースされた。

## 概要
配信作品としては、9作目となり、2022年度初の音楽作品となる。
今作も「又三郎」「老人と海」「月に吠える」に続き、文学作品のオマージュ楽曲となっており、グリム童話の『ブレーメンの音楽隊』をモチーフに制作された。ジャケットビジュアルは、加藤隆が手掛けている。
また、7/3にボーカルのsuisがDJをするラジオ番組MUSIC FREAKSにて初OAされている

## 収録内容
| #         | タイトル       | 作詞・作曲・編曲 | 時間 |
| --------- | -------------- | ---------------- | ---- |
| 1.        | 「ブレーメン」 | n-buna           | 4:35 |
| 合計時間: | 合計時間:      | 合計時間:        | 4:35 |